# Помероль (Аверон)
Померо́ль (фр. Pomayrols, окс. Pomairòls) — коммуна во Франции, находится в регионе Окситания. Департамент — Аверон. Входит в состав кантона Сен-Женье-д’Ольт. Округ коммуны — Родез.
Код INSEE коммуны — 12184.
Коммуна расположена приблизительно в 490 км к югу от Парижа, в 160 км северо-восточнее Тулузы, в 39 км к востоку от Родеза.

## Население
Население коммуны на 2008 год составляло 148 человек.
| 1962 | 1968 | 1975 | 1982 | 1990 | 1999 | 2008 |
| ---- | ---- | ---- | ---- | ---- | ---- | ---- |
| 276  | 283  | 246  | 178  | 182  | 152  | 148  |

## Экономика
В 2007 году среди 97 человек в трудоспособном возрасте (15—64 лет) 70 были экономически активными, 27 — неактивными (показатель активности — 72,2 %, в 1999 году было 70,0 %). Из 70 активных работали 66 человек (41 мужчина и 25 женщин), безработных было 4 (1 мужчина и 3 женщины). Среди 27 неактивных 9 человек были учениками или студентами, 10 — пенсионерами, 8 были неактивными по другим причинам.

## Достопримечательности
- Церковь Св. Иоанна Крестителя (XI век)
- Крест Св. Петра
- Часовня на холме (XVIII век)
- Церковь Сен-Маделен (XI век)
- Церковь Сен-Рош (XIX век)
- Мост через реку Шиполь (XIV век)

## Фотогалерея

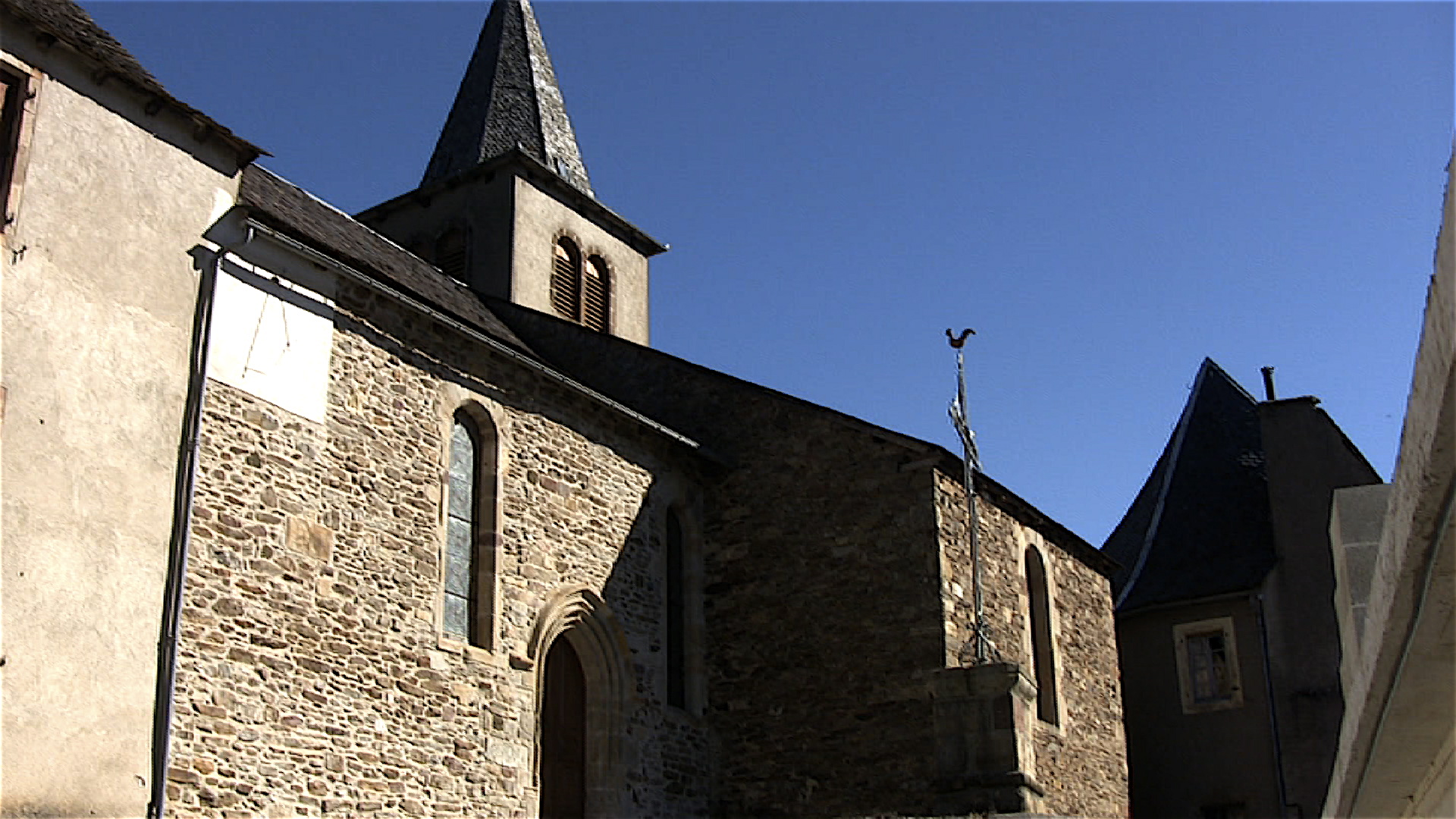
Церковь Св. Иоанна Крестителя
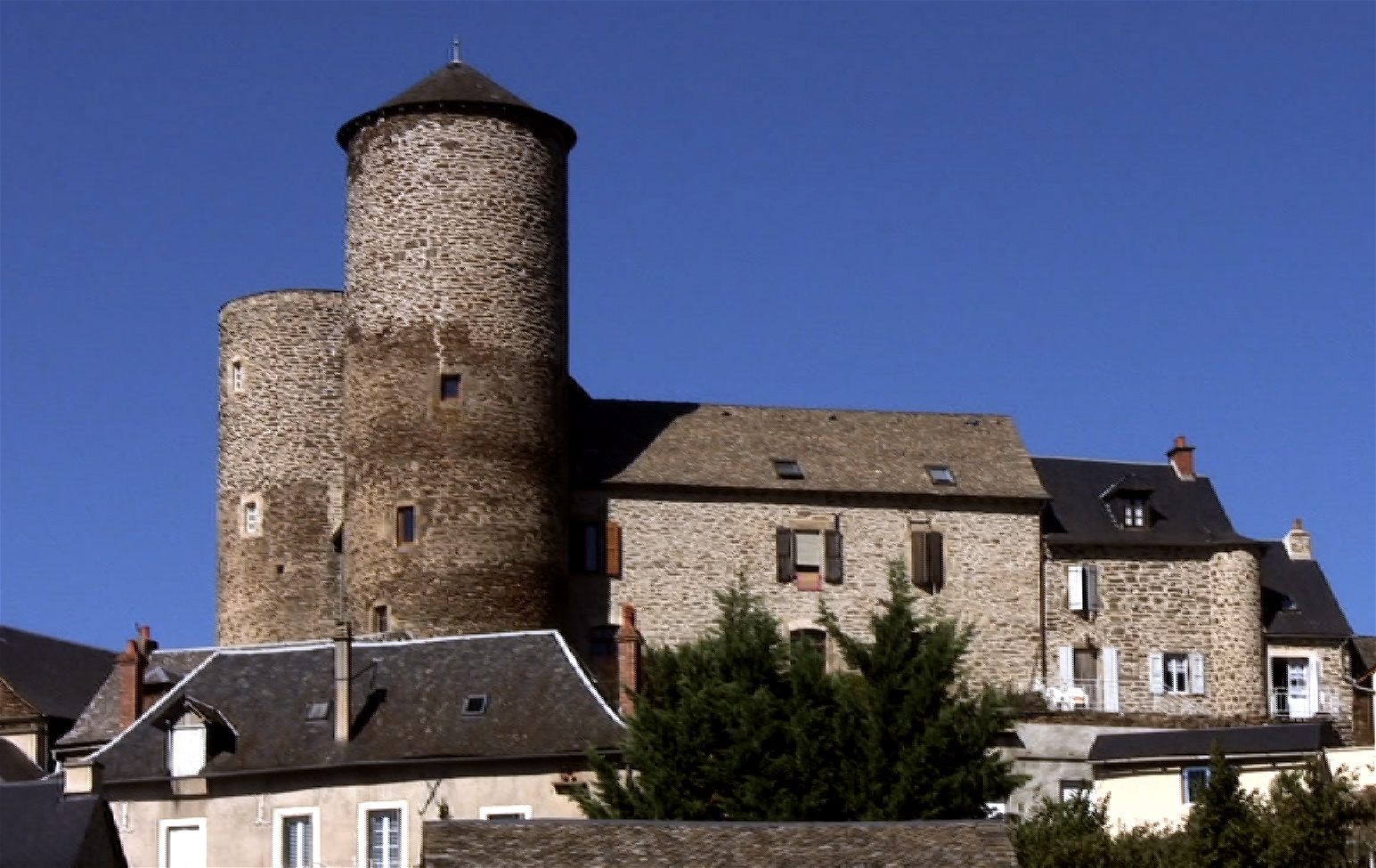
Замок
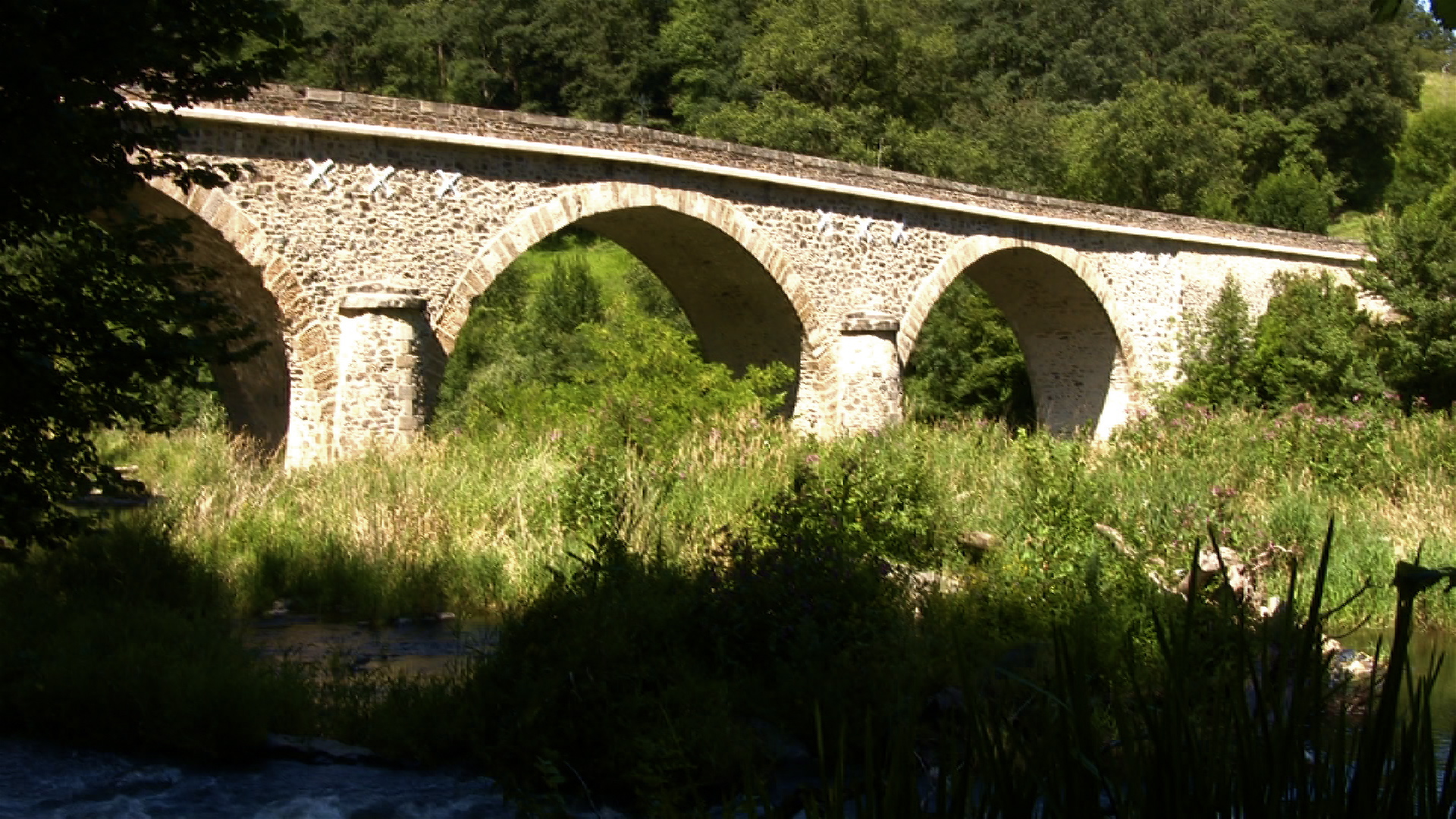
Мост через реку Шиполь